# Raimundo de Farias Brito
Raimundo de Farias Brito (São Benedito, 1862 – Rio de Janeiro, 1917) è stato un filosofo brasiliano.

## Biografia
Farias Brito, dopo essersi dedicato per qualche tempo alla politica, partecipò all'ambiente filosofico della Scuola di Recife, fortemente ispirato dalla dottrina e dalla personalità di Tobias Barreto,oltre che dal pensiero di Arthur Schopenhauer, del quale però non accettava le sue forti posizioni irrazionali.
Si formò in questo clima e in questa atmosfera culturale ed effettuò le sue scelte  sul fondamento di quelle idee che lo faranno diventare il più autorevole rappresentante dello spiritualismo filosofico in Brasile.
Si schierò contro il pragmatismo, e in particolare le teorie di Herbert Spencer, sostenendo il 'primato dello spirito', impostando un pensiero che rappresenta uno dei momenti più riusciti e brillanti della fortuna della filosofia europea nel Sud America.
Il suo pensiero si caratterizzò da uno scetticismo mitigato e modulato da un certo spirito di rassegnazione e consolazione con echi di cristianesimo. La sua consolazione si risolve non con l'astensione, ma tramite l'empatia e l'impegno contro la sofferenza e le ingiustizie.
Ma l'autore di Estudios de Filosofía y Teología Natural (1895-1899); El mundo como actividad intelectual (1905); A finalidade do mundo (1905); El mundo interior (1914) risultò significativo soprattutto per aver focalizzato in un nitido pensiero filosofico i motivi vari che animavano la poetica del Simbolismo, avendo nella storia della poesia brasiliana un ruolo che richiama quello di Henri Bergson.
L'influenza dello spiritualismo di Farias Brito agì anche sul movimento modernista.

## Opere
- Estudios de Filosofía y Teología Natural (1895-1899);
- El mundo como actividad intelectual (1905);
- A finalidade do mundo (1905);
- El mundo interior (1914).